# Al-Kawira

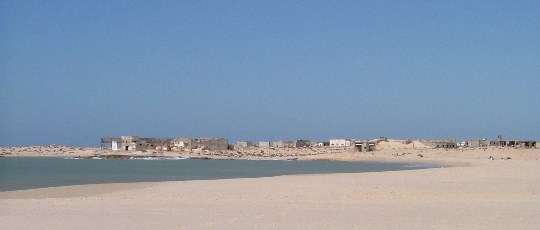
Övergivna hus i al-Kawira.

al-Kawira (arabiska: الكويرة, även känd som La Güera på spanska och Lagouira på franska) är en övergiven stad som ligger vid den omstridda gränsen mellan Västsahara och Mauretanien. Staden ligger på halvön Ras Nouadhibou, nära den mauretanska gränsen och vid kanten av den marockanska muren som delar Västsahara. al-Kawira är en viktig plats i den långvariga konflikten om Västsahara, och staden har en komplex historia präglad av politiska och territoriella förändringar.

## Geografi
al-Kawira ligger vid den västra sidan av halvön Ras Nouadhibou, en strategisk punkt nära gränsen mellan Västsahara och Mauretanien. Staden är placerad i den region som ibland refereras till som "den mörka zonen", där gränserna mellan Marocko, Västsahara och Mauretanien fortfarande är omtvistade. Staden ligger i ett kargt ökenlandskap, och området har historiskt haft liten befolkning, även om det har varit en plats för militär aktivitet på grund av dess geostrategiska betydelse.

## Historia
al-Kawira, eller La Güera som den även kallades på spanska, var en gång en liten fiskeby som blev en del av Spanska Sahara. När Spanien lämnade Västsahara 1975 kom Marocko och Mauretanien överens om att dela upp det mellan sig, vilket ledde till en militär konflikt med Polisario, en rörelse som strävar efter självständighet för Västsahara. Staden blev en del av den strategiska uppdelningen av Västsahara.
Mauretanien övergav sina krav på Västsahara efter några år av konflikt med Polisario, vilket lämnade Marocko med full kontroll över al-Kawira och dess omgivningar. Staden blev en del av den Marockodefinierade provinsen Awsard.
Under de följande decennierna har al-Kawira varit under marockansk kontroll, men staden har varit obebodd under en lång period. Konflikten om Västsahara har fortsatt, där Polisario har kämpat mot Marockos militära närvaro i regionen.

## Nutid
I dagsläget är al-Kawira en övergiven stad, och det finns ingen registrerad befolkning där. På grund av sitt läge nära gränsen mellan Västsahara och Mauretanien, är staden fortsatt en del av den omstridda regionen där flera olika grupper och nationer fortfarande hävdar kontroll. Marocko har kontrollerat den västra delen av Västsahara sedan 1975, och staden ligger inom detta område, men det är en plats som är av låg militär och ekonomisk betydelse i dagens samhälle.
al-Kawira är fortfarande av intresse för forskare och observatörer som studerar den pågående konflikten och de geopolitiska konsekvenserna av Västsaharas status. Staden fungerar som en symbol för den långvariga och olösta territoriala tvisten mellan Marocko, Polisario och Mauretanien.